# Запаљење спољашњег ува
Запаљење спољашњег ува је заразна болест која се карактерише, локализованом или дифузном инфекцијом или запаљенским променама ушне шкољке и/или спољашњег ушног ходника. Спада међу најчешће болести у оториноларингологији, свих хуманих старосних група. Лечење може бити лако и успешно ако се болесник благовремено јави лекару, али у запуштеним случајевима оно је продужено и фрустрирајуће, чак и са могућим смртним исходом. Успешност излечење зависи од: доброг познавања патофизиолошких промена код сваког болесника понаособ, правилне дијагнозе и терапије прилагођене сваком појединачном случају.

## Анатомија спољашњег ува
Анатомски гледано спољашње уво са састоји од; ушне шкољке и спољашњег слушног канала који се слепо завршава спољашњом страном бубне опне. Овај део слушног апарата има функцију сакупљања звучних таласа и њихово усмеравање на бубну опну која уједно представља и спољни зид средњег ува.
Ушна шкољка је са спољашње стране главе видљиви део ува направљен од хрскавице која омогућава да слушалац лоцира извор звука. Она је у облику левка и лоцирана је на бочној страни главе између виличног зглоба и мастиодног наставка. На ушној шкољци је кожа цврсто срасла са перихондријумом. 
Спољашњи слушни канал или спољашњи ушни канал (лат. meatus acusticus externus)) је цевасти орган који усмерава звучне таласе ка бубној опни. Пружа се од ушне шкољке (лат. concha auricularis) до бубне опне (лат. membrane tympatica) у дужини од 2,5 см, која одваја канал од бубне дупље (лат. cavitas tympatica). Код одраслог човека спољашњи слушни канал или ходник дели се на проксимални, коштани, и дистални, мембранозни део. На месту где се они састају слушни канал је најужи. На једном крају отворен је и слободно комуницира са спољашњом средином а на другом затворен тј. прекривен бубном опном.

## Епидемиологија
Морбидитет/морталитет
Запаљење спољашњег ува је веома честа болест која, иако се јавља у свим регионима света, нешто чешћа у топлим и влажним пределима. Од акутног облика у просеку сваке године оболе 4 особе на 1000 становника, док од хроничног облика сваке године оболи 3-5% становништва света.
Ризичне групе
Болест се најчешће јавља код пливача, ронилаца и другим људима чије су уши редовно изложени води.
Старосне разлике
Болест погађа све старосне групе, али врхунац учесталост је код деце узраста 7-12 година. 
Полне разлике
Вероватноћа појаве болести код мушкараца и жена је отприлике исти. 
Расне разлике
Међу појединим расним групама постоје мање разлику у поређењу са општом популацијом, због величине спољног ушног канала, који може предиспонирати опструкцију и инфекцију.

## Етиологија
Бројни су етиолошки фактори који могу изазвати запаљењске промене на спољашњем уву. Сви они могу се поделити на егзогене (из спољашње средине) као што су нпр. механичко и хемијско оштећење и ендогене као што су нпр. мацерација канала, алергија, шећерна болест или себороичне промене које смањују еластичност коже и изазивају атрофију церуминозних жлезда.
Доприносећи фактори су смањење ниво масних киселина у секрету лојних жлезда и лизозима и оштећење механизма самочишћења ушног канала. Као последица ових поремећаја јавља се исушење коже, које нарушава хемијски баланс и појачава склоност организма ка инфекцији.

## Патофизиологија
Запаљење спољашњег ува је површинска инфекција коже у пределу спољашњег ува. Процеси који су укључени у развој запаљења могу се поделити у следеће четири категорије:
Опструкција
Зачепљење или опструкција спољашњег ушног канала може настати: церуменом, егзостозом, и суженим или закривљеним каналом, што доводи до задржавања воде (влаге) у спољашњем ушном ходнику. Ако влага остане дуже заробљена у спољашњем уву она може да изазове мацерацију коже која постаје добро и плодно тло за умножавање бактерија. Ово се може догодити после купања (посебно у контаминираним водама) или код професионалних пливача или рекреативаца. Такође повећана влага у уву може настати у топлим и влажним временским условима или климатским подручјима. 
Недостатак церумена
Може бити последица узастопног излагања води или влажној средини ушног канала. Као последица јавља се исушење коже, које нарушава хемијски баланс и појачава склоност организма ка инфекцији.
Траума
Траумом изазвано механичко оштећење површина спољашњег ува омогућава инвазију бактерија у оштећеној кожи. То се често дешава после покушаја чишћење ува комадићем вате, спајалице, или било ког другог прибора који се уноси у уво. Наиме многи људи имају навику да: током емотивног стреса чешу уши ноктима или другим предметима, или да због осећаја запушености спољашњег ушног канала, који изазива серозни упала средишњег ува дођу у то искушење. Тако они „несвесно копајући по спољашњем уву” проузрокују акутно запаљење спољашњег ува, уласком у „зачарани круг”, у коме благо запаљење узроковано чешањем доводи до још израженијег свраба који подстиче на даље чешање, и тако у круг све док се кожа не инфицира.
Измена пХ ушног канала
Често испирање спољног ушног канала водом, шта се дешава при пливању или роњењу, обично одстрањује церумена из ушног канала и раствара неке његове елементе који су раствориви у води. То мења пХ коже и повећава могућност уласка бактерија. Такође прање ушног канала сапуницом оставља танак алкални филм дуж зида канала, што такође пацијента чини подложним запаљењу спољашњег ушног канала. Коначно, живот у топлим и влажним условима, као и често пливање у топлијим пределима, имају тенденцију да повећају влажност унутар спољног ушног канала, што доводи до измене пХ коже и стварања средине повољне за развоја бактерија и гљивица.
Системске болести
Многе системске болести: анемије, авитаминозе, ендокрини поремећаји и разни облици дерматитиса смањују отпорност организма на инфекцију. Тако на пример:
- себореични дерматитис, који спада у системско обољење код болесника ствара предиспозицију за запаљење спољашњег ува.
- псоријаза, је један од могућих предиспонирајућих узрока запаљењских промена у спољном ушном каналу
- ограничени дерматитис, који се повремено јавља у спољном ушном каналу, узрокује спазмодични свраб који је повезан са анксиозношћу.
- контактни дерматитис спољашњег ува је уобичајена појава која настаје као секундарна последица коришћења лака за косу или дејства хемикалија које испуштају држачи рама наочара, калупи за уши или ушна помагала. Контактни дерматитис се често јавља и као секундарна последица примене лекова.

Када се успостави инфекције, инфламаторни одговор праћен је отоком или едемом коже, и ексудатом и гнојном секрецијом. Ако је инфекција масивна она се може проширити и изазвати целулитис у пределу лица или врата, или некротизрајући (малигни) облих запаљења спољашњег ушног канала у коме бактерије нападну дубље основне структуре меких ткива и узрокују остеомијелитис темпоралне кости. Тада запањење спољашњег ува постаје по живот опасана компликација са укупним морталитетом и до 50%.

## Облици запаљења спољашњег ува
Постоји више облика запаљења спољашњег ува међу којима су најзначајнија:
Флегмона спољашњег ува
Флегмона спољашњег ува је заразно гнојно запаљење, изазвано пиогеним бактеријама. За разлику од апсцеса који су запаљењски процеси релативно добро ограничени, пиогеном мембраном (која се састоји од леукоцита, гранулационог ткива и фибробластичних елемената), која спречава да гној „пробије“ у околне међућелијске просторе, флегмонозно запаљење има способност експанзије и продире преко перифокалног едема у околину ширећи се уз помоћ бактеријских фермената, хијалуронидазе и фибринолизира у околне међућелијске просторе.
Како су флегмонозна запаљења процеси дифузне природе која организам није у стању да својим одбрамбеним снагама ограничи као код апсцеса, болест се шири у разне делове тела па и на спољашње уво.
Запаљење ткива око хрскавице спољашњег ува (перихондритис)
Ако гнојна инфекција масивно продре у перихондријум ушне шкољке приликом задесне или оперативе повреде (најчешће након радикалне трепанације темпоралне кости), она се брзо шири преко читаве површине шкољке као перихондритис (лат. perichondritis auriculae) или запаљење око хрскавице спољашњег ува. Шкољка постоја већа и, задебљана, румена, укрућена и болна. И околина ушне шкољке је отечена и црвена. Телесна температура је умерено повишена. Запаљење перихондријума доводи након неколико дана до коликвације хрскавице и до гнојења. Стварају се апсцеси и фистуле, који трају док шкољка не изгуби већи део своје хрскавични подлоге. Она се смежура и стисне, па на крају остане од ње само безоблични, ожиљкасти кожни набор у које се једва може наћи по неки остатак хрскавице.
Екцем спољашњег ува
Екцем спољашњег ува (лат. otitis externa eczematosa) је запаљенска промена у кожи ува неатопичног карактера која настаја под непосредним утицајем штетних фактора; физичке природе (ултравиолетно зрачење), хемијске природе или микроба (при сталном надражају секрета код хроничног запаљења ува). Промене су најчешће локализован у дисталном делу слушног ходника и суседном делу усне шкољке. Каткада им се придружују и сличне промене у ретроаурикуларној бразди.
Отомикоза
Отомикоза је гљивицама разних родова (streptotrix, leptotrix, blastomyces, monilium) узрокована инфекција спољашњег ува. Као најчешћи узрочник наводе се гљивице из рода аспергилијуса и кандиде. Клинички болест, је слична оној коју изазива екцем, а карактерише се занцима запаљењских променама на кожи спољашњег ува, праћено симптомима свраба, бола, погоршања слуха, исцедком из спољашњег ушног канала налик на гној. терапија се заснива на темељном чишћењу ува и употреби антигљивичних лекова.
Учесталост ове гљивичне инфекције ува није позната, али се зна да се чешће јављају у топлим климатским условима и код особа које уживају у воденим спортовима. У просеку једна од осма инфекција спољашњег ува изазвана је гљивицама и то у 90% гљивицом Aspergillus spp. а у осталим случајевима Candida spp.
Булозно запаљење спољашњег слушног ходника
Акутно булозно-крваво запаљење спољашњег ува (лат. otitis externa bullosa haemorrhagica) је акутно обољење спољашњег слушног ходника које настаје нагло у току првих дана грипа. Обично почиње жестоким боловима у једном и/или оба ува. Под површним слојем епидерма стварају се модроцрвени мехурићи, који могу да заузму већи део коштаног слушног ходника. Мехурићи прскају спонтано или на лаки додир, а из њих се излива серозно-крвави садржај. Исто такве булозне промене постоје и на бубној опни (лат. myringitis bullosa), и зато се запаљење у слушном ходнику сматра само увод у акутно серозно-крваво запаљење средњег ува.
Тешко запаљења спољашњег ушног канала
Тешко - некротизрајуће (малигно) запаљење спољашњег ува (лат. оtitis externa maligna) је редак облик болести која се јавља претежно код болесника који су имунодефицијентни или код оних који су били излагани радиотерапији у пределу базе лобање. У наведеним стањима, бактерије нападају дубље (основне) структуре меких ткива и узрокују остеомијелитис темпоралне кости. 
Ово обољење је по живот опасана компликација запаљења спољашњег ува са укупним морталитетом и до 50%.
Херпес зостер
Херпес зостер ува (лат. Herpes zoster oticus) је инфективно обољење које настаје ширењем специфичног неуротропног вируса путем разграњења нерава у подручју ува. Карактери се херпетичним симптомима на кожи спољашњег ува, у нервима и у лавиринту унутрашњег ува
У епителу коже ушне шкољке и њене околине налазе се обично многи мехурићи који су испуњени мутном течношћу. Мехурићи су у једнакој етапи развоја и развијају се на хиперемичној и отеченој подлози у кожи спољашњег ува.
Запаљење могу пратити и промене на нервима ове регије, које се манифестују јаким боловима, у уву (оталгија). Они захватају зону нервуса интермедијуса и Врисберговог живца. У даљем току запаљење прати оштећење слуха по перцептивном типу и вртоглавица. Ова оштећења преносе се једним делом и на огранке тих нерава у лавиринту. Синдрому ови промена придружује се и периферна парализа живца лица (фацијалиса). 
Све појаве код херпеса су у начелу пролазне природе и поново може да се успостави стање потпуног здравља. Понекад ипак заостају и нека трајна оштећења, попут делимичног губитка слуха или периферне парализе живца лица (фацијалиса).

### Специфична запаљења спољашњег ува
Међу специфичним запаљењима спољашњег ува спадају:
Туберкулоза
Иако се ова болест данас виђа ређе него ранијих година, могућа је појава следећих облика 
- Лупозни облик туберкулозе коже.
- Пролиферативни облик туберкулозе

Луетичко запаљење
Ова запаљења на спољашњем уву постала су врло ретка, након увођења антибиотика и ишчезавања луеса у многим деловима света.
Склеромни инфилтрати
У слушном ходнику склеромни инфилтар, који се такође јавља ретко, може настати као последица ширења процеса из назофаринкса кроз Еустахијеву цев и средње уво.

## Дијагноза
Код постављања дијагнозе диференцијално дијагностички долазе у обзир конгелација, отхематом, еризипел, фурункул ува и загнојени атером.

## Терапија
Основни принципи терапије запаљења спољашњег ува су следећи:
Отклањање бола и дискомфора
Отклањањем бола, је јако значајно јер ова врста запаљења може бити изузетно болна и изазива дисконфорно стање код болесника. И мада је очигледан и значајан доприноси успешном лечењу аналегетика, они се често превиде у журби да се на спољашње уво примене лекови. 
За ову намену, током кратког периода контролисања болести, најчешће се користе кодеин, ацетаминофен или меперидин хидрохлорид и други лекови који поред аналгетичких могу имати и седативна својства. 
Међу јефтине и једноставне лекове спадају и нестероидни антиинфламаторни лекови (НСАИЛ) који не само да сузбијају бол већ смањују упалу и иритацију, већ се могу комбиновати се опијатима за умањење симптома бола.
Елиминација или контрола предиспонирајућих узрока
Успешно лечење запаљења спољашњег ува увек мора да почне разумевањем узрока сваког појединачног случаја. Системска обољења, укључујући анемију, хиповитаминозу, ендокрине поремећаје и дерматолошка обољења, не требају бити занемарена. У том смислу често је потребно да се контролише тежи облик перутања скалпа како не би запаљењски процес у уву, реаговао на локалну терапију, на коју до тада није реаговао. Упорно чишћење и „копање” ушију од стране пацијената мора бити контролисано да би терапија била ефикасна.
Култивирање уха обично се врши приликом треће или четврте посете лекару уколико би се испоставило да запаљење спољашњег ува постао инфективни процес који није реаговао на претходну терапију. Ако је спољни ушни канал био инфициран али у њему није било нагомиланог гноја или других остатака, прописују су једне од многих одговарајућих капи за уши које садрже комбинацију антибиотика ефикасних против стафилокока и грам - негативних организама, топикалног стероида и киселе пХ вредности.
Темељно чишћење спољашњег ува
Један од најбитнијих чинилаца у лечењу већине случајева је темељни и понављани дебридман (чишћење) спољашњег ушног канала. Капи стављене у канал, без претходног чишћења, тешко би допрле до површинског епитела уколико из канал нису претходно уклоњене љуспице епитела, гноја и церумена. Темељно чишћење ушног канала потребно је обавити барем једном недељно, тј. све док се инфекција не стави под контролу. 
Као најбоље решење у терапији показало се испирање ушног канала Буровим раствором (јер канал може бити доста болан и осетљив на сваки додир). 
Ацидификација спољашњег ушног канала
Када је ухо реаговало на претходну терапију, након недељу или десет дана болеснику се прописује препарат који има киселу пХ вредност (и који је у неиритирајућој бази - пропилен гликол), нпр. Буров капи са ацетном киселином. Који год да буде изабран, лек мора бити нанет у довољној количини да прекрије целу површину спољашњег ушног канала. Пацијенту се препоручује да ставља дозу целог капаоника у ушни канал држећи главу са стране како би капи остале у каналу и покриле површину. Затим да исправи главу како би се из канала излио вишак течности.
Ограничена употреба специфичних лекова
Примену специфичних лекова захтевају системска обољења, укључујући анемију, хиповитаминозу, ендокрине поремећаје и дерматолошка обољења.
Прекид терапије
Са прекидом терапије, нарочито њеног специфичног облика, треба започети што је пре могуће.

### Терпија појединих облика запаљења спољашњег ува
Перихондритис
Код перихондритиса зрачење може бити успешно само ако се изведе у време кад хрскавица још није пропала услед инфилтрације читавог перихондријума. Стога треба одмах у почетку утврдити дијагнозу и приступити оперативном формирању прозорчића у кожи шкољке, и то са њене предње стране. Једнако као код отхематома индикована је да се кожа на оним деловима шкољке који одговарају најдубљим тачкама нормалног облика, а затим их ексцизијом коже претвара у прозорчиће овалног облика, дугачке око 6 mm, широке око 3-4 mm. Потребно је обично направити 5 или 6 таквих прозорчића, а може их бити и више. Они обезбеђују потпуну дренажу без стављања дрена. Истовремено са применом радикалне оперативне интервенције код перихондрита треба применити и антиинфективно лечење.
Екцем
Лечење укључује елиминацију алергена и локални третман кортикостероидним мастима. У хроничној фази терапија се спроводи индиферентним мастима, а ретко је потребно хируршко проширење суженог канала.
Отомикоза
Лечење отомикозе спроводи се чишћењем спољашњег слушног канала (борна и салицилна киселина), сушењем, локалном применом антимикотика.

## Мере превенције
Превенција повратног запаљења спољашњег ува може се постићи само строгим вођењем рачуна о предиспонирајућим факторима. Себореични дерматитис, псоријаза, екцеми и контактни дерматитис морају се лечити адекватно, како би се избегло оштећење спољашњег ушног канала.
Пацијенти са историјом запаљења спољашњег ува након пливања морају да стављају ацидне алкохолне капи у ухо као профилакса након боравка у води. Бочица од 10 мл напуни се обичним алкохолом и дода се осам капи сирћета. Доза 1 капаоника овог раствора ставља се у свако уво након дневног завршетка пливања. Рониоци који су редовно изложени води и на дужи временски период сматрају ову методу нарочито корисном у превенцији запаљења спољашњег ува.

## Прогноза
У највећем броју случајева након примене правовременог лечења долази до излечења без деформација ушне шкољке.